# Ásgeir Sigurvinsson
Ásgeir Sigurvinsson (Vestmannaeyjar, 8 maggio 1955) è un allenatore di calcio ed ex calciatore islandese, di ruolo centrocampista.

## Carriera

### Giocatore
Ásgeir Sigurvinsson, uno dei primi giocatori islandesi a giocare all'estero, approdò allo Standard Liegi nel 1973. In Belgio giocò otto stagioni per un totale di oltre 250 partite. La sua carriera nello Standard fu coronata dalla vittoria della Coppa del Belgio nel 1981.
Dopo una breve parentesi nel Bayern Monaco, con poche presenze, dovute alla presenza nella rosa di grandi campioni già affermati, Ásgeir Sigurvinsson passò allo Stoccarda. In otto anni diventò uno dei giocatori chiave della formazione tedesca, raggiungendo notevoli successi: la vittoria del campionato 1983-1984 e la finale persa di Coppa UEFA 1988-1989 contro il Napoli.
Ha debuttato nella nazionale islandese nel 1972: con la selezione ha giocato 45 partite in 17 anni, segnando 5 reti. Ha capitanato la squadra in sette occasioni

### Allenatore
Dopo il ritiro, avvenuto nel 1990, Ásgeir Sigurvinsson ha ricoperto il ruolo di talent-scout per lo Stoccarda fino al 1993. Successivamente è tornato in patria per allenare il Knattspyrnufélagið Fram: la prima esperienza da tecnico durò appena sei mesi.
Nel 2003 fu chiamato alla guida della nazionale islandese, con la quale sfiorò la qualificazione agli europei del 2004. Fu esonerato nel 2005.

## Palmarès

### Giocatore

#### Club
- Coppa del Belgio: 2

Standard Liegi: 1980-1981
- Campionato tedesco: 1

Stoccarda: 1983-1984

#### Individuale
- Sportivo islandese dell'anno: 2

1974, 1984